# Пукциниомицеты
Пукциниомицеты (лат. Pucciniomycetes) — класс базидиальных грибов из подотдела Pucciniomycotina. В состав класса входят: пять порядков, 21 семейство, 190 родов и 8016 видов, из которых около 97,5 % относятся к порядку ржавчинных грибов. Большинство видов — паразиты растений, грибов и животных.

## Классификация
На февраль 2021 года в класс включают 5 или 6 порядков:
- Helicobasidiales
- Pachnocybales
- Platygloeales
- Pucciniales
- Septobasidiales
- ? Uredinales